# Троє у човні
«Троє у човні (не кажучи про пса!)» альтернативні українські переклади: «Троє в одному човні (якщо не рахувати собаки)», «Троє в одному човні (як не рахувати собаки)», «Троє в одному човні (нічого не кажучи про собаку)», «Три в однім човні (крім пса)» (англ. Three Men in a Boat (To Say Nothing of the Dog)) — гумористична повість англійського письменника Джерома Клапки Джерома, написана за спогадами про весільну подорож по Темзі, що відбулася в серпні 1889 року. Твір приніс письменнику світову славу, вплинув на багатьох гумористів і сатириків у всьому світі й донині залишається неперевершеним зразком англійського гумору. Головна перевага книги — її правдивість. У 1900 р., з огляду на успіх цієї повісті, автор написав її продовження «Троє на бумелі», цей твір користувався не меншою популярністю, ніж перший.

## Історія створення
Джером почав писати «Троє у човні» одразу після повернення з медового місяця, замінивши в творі дружину на своїх давніх друзів, що дало йому змогу створити комічні ситуації, завдяки яким історичні описи регіону Темзи набувають особливої оригінальності й цікавості.
Книга задумувалася як путівник, який висвітлює місцеву історію в міру проходження маршруту. Спочатку Джером збирався назвати книгу «Повість про Темзу». «Я навіть не думав писати смішну книгу», — зізнавався він у мемуарах. Основу книги мали становити ландшафтні й історичні описи Темзи, трохи розбавлені невеликими смішними історіями «для розрядки». «Але чомусь так не пішло. Виявилося, що воно все стало „смішним для розрядки“. З похмурою рішучістю я продовжував… Написав більше десятка історичних шматків і втиснув їх по одному на главу». Перший видавець, Ф. У. Робінсон, відразу викинув майже всі ті шматки і змусив Джерома придумати інший заголовок. «Я написав половину, коли мені в голову прийшла ця назва -„Троє у човні“». Перша глава вийшла в серпневому випуску щомісячника «Домашні куранти» (редактор Ф. У. Робінсон) 1888, остання — в червневому 1889. Поки повість друкувалася, Джером підписав договір в Бристолі з видавцем Дж. У. Ерроусмітом, який купив і видав книгу наприкінці літа 1889.

## Сюжет
Повість починається зі знайомства з героями — Джорджем, Гаррісом, Джеєм (оповідачем) і псом Монморенсі. Чоловіки проводять вечір у гостях у Джея, курять і обговорюють хвороби, від яких усі вони страшенно страждають. Друзі доходять висновку, що всі їхні біди через перевтому і їм терміново потрібен відпочинок. Після тривалого обговорення були відкинуті канікули в сільській місцевості та морська прогулянка (Джей описує сумний досвід свого шурина та одного товариша в таких подорожах). І трійця вирішує вирушити вгору по Темзі на човнах, від Кінгстона до Оксфорда, розбиваючи на ніч табір (незважаючи на всі розповіді Джея про попередній досвід напинання тентів і наметів).
Відплиття призначили на найближчу суботу. Джордж цього дня не міг вирватися з роботи («він ходить спати в якийсь банк щодня з десятої до четвертої, крім субот, коли його будять і випихають за двері о другій»), тож Джей і Гарріс повинні самостійно дістатися до Кінгстона потягом. На станції Ватерлоо вони не можуть знайти потрібну платформу (планування залізничних станцій, що збиває з пантелику, часто обігрувалося в комедіях вікторіанської епохи), тому їм доводиться дати хабара машиністу, щоб той спрямував поїзд саме до Кінгстона. Там на них чекає орендований човен, і вони розпочинають свою подорож. Джордж приєднується до них згодом, у Вейбриджі.
Під час подорожі з героями стаються різні пригоди. Паралельно наводяться описи пам'яток і населених пунктів, які трапляються на їхньому шляху (наприклад Гемптон-Корт, острів Великої хартії вольностей, Марло, старовинний Редінг), розмірковування про зв'язок цих місць з історією. Автор часто робить гумористичні відступи, зокрема про ненадійність барометрів або про труднощі, з якими стикається людина, навчаючись гри на шотландській волинці. Найчастіше предметом висвітлення стають реалії подорожі річкою (рибна ловля або веслування) і труднощі, що підстерігають недосвідчених і надто довірливих мандрівників.
Діставшись до Оксфорда, друзі зупиняються на три дні, а потім вирушають назад. Цілий день їм доводиться гребти під акомпанемент дощу. Спочатку вони в захваті від такої погоди, і Джей з Гаррісом затягують пісню про циганське життя. Увечері вони грають в карти і з захопленням бесідують про смертні випадки від ревматизму, бронхітів і запалення легень. Наступного дня ці поціновувачі відпочинку на природі не витримують суворого випробування, посланого їм погодою, кидають човен у Пенґборні на піклування човняра і до вечора без пригод прибувають до Лондона, де смачна вечеря в ресторані примиряє їх із життям, і вони піднімають келихи за свій мудрий останній вчинок.

## Прототипи героїв
Прототипами трьох головних героїв є сам Джером (оповідач Джей — в оригіналі тільки перша літера імені — J. від Jerome) і двоє його реальних друзів — Джордж Вінгрейв (Джордж) та Чарлз Хенчел (Гарріс), з якими він часто катався на човні.
З Джорджем Вінгрейвом письменник познайомився, коли працював клерком в адвокатській конторі й винаймав квартиру в Лондоні. Вінгрейв був банківським службовцем і орендував кімнату в тому ж будинку, що й Джером. Хазяйка будинку запропонувала їм зекономити і винаймати одну кімнату на двох. Обидва чоловіки були пристрасними театралами, тож спільність інтересів швидко переросла в міцну багаторічну дружбу. Джордж так і залишився холостяком, згодом став керуючим Барклайс-банку, помер в 79 років у 1941, набагато переживши Джером.
Другий прототип, Чарлз Хенчел, народився в Польщі, до Лондона переїхав разом з батьками у віці п'яти років. Його батько був винахідником, якому належить авторське право на фототипію (технологію створення друкарських форм зі світлин, що здійснила переворот в ілюструванні книг та журналів). Чарлз з 14 років намагався працювати разом з батьком, але у 23-річному віці залишив справу, віддавшись своєму захопленню театром, і створив Клуб театралів у Лондоні. Джером познайомився з ним, коли намагався розпочати кар'єру актора. Помер Чарлз у 1930 р.
У пса Монморансі прототипа не існувало. Цей персонаж вигаданий. Правда, фокстер'єр, який згодом жив у письменника, з'явився саме завдяки літературному герою із «Трьох у човні».

## Популярність
Книга мала стабільний успіх і досі друкується. Її популярність була такою великою, що в наступний після публікації рік кількість зареєстрованих на Темзі човнів зросла на п'ятдесят відсотків, і це вплинуло на перетворення річки та її околиць на привабливу для туристів місцевість, сприяло розвитку річкового туризму.
Для свого часу популярність книги пояснюється також її новизною з погляду ідеї. Дуже популярні тоді Конан Дойл, Райдер Хаггард, Редьярд Кіплінг, Роберт Льюїс Стівенсон пропонували читачеві абсолютно нереальних героїв. У повісті Джерома читач зустрічає звичайних пересічних людей, які знаходять собі розвагу, так би мовити, «за рогом» (причому майже за тим самим, за яким живе сам читач). В епоху, коли в пишномовності література не відчувала браку, коли інші письменники критикували суспільну мораль і духовний занепад, Джером відкривав читачам прості радості життя й пропагував цінність звичайних почуттів, поблажливо ставлячись до людських слабкостей.
За перші 20 років після виходу книги було продано понад мільйон примірників по всьому світі. Окрім того, було опубліковано безліч підробок. Книгу перекладено багатьма мовами. Найбільшою популярністю за життя Джерома «Троє в човні» користувалися в Німеччині та Росії.
За повістю було створено фільми, телесеріал і радіошоу, поставлено п'єси і мюзикли. Письменницю Конні Вілліс ця повість надихнула на написання фантастичного роману «Не кажучи про пса», що був відзначений преміями Г'юґо та Локус.

## Екранізації
1. Троє в човні — 1920, Велика Британія [1] (Three Men in a Boat).
2. Троє в човні — 1933, Велика Британія [2] (Three Men in a Boat).
3. Троє в човні — 1956, Велика Британія [3] (Three Men in a Boat).
4. Троє в човні — 1961, ФРН (Drei Mann in einem Boot)
5. Троє в човні — 1975, Велика Британія (ТБ) [4].
6. Троє у човні — 1979, СРСР.
7. Троє в човні — 2006, Велика Британія (серіал) [5] (Three Men in a Boat).

## Переклади українською
Твір Джерома К. Джерома "Троє у човні" на українську перекладала ціла плеяда українських літераторів. У Львові в 1899 році було видано переклад Івана Петрушевича, де він переклав назву як «Три в однім човні (Крім пса)». Іншими перекладачами цього твору українською були Володимир Прокопчук (1956), Ростислав Доценко (під алонімом Юрій Лісняк) (1974), О.М. Кожушко (2007), Олег Якушик (2011) та Олекса Негребецький (2014).
Станом на 2016 рік, існує чотири повних перекладів українською та один скорочений переклад роману «Троє у човні».
- 1. Джером К. Джером. Три в однім човні (крім пса). Оповіданє. Скорочений переклад з англійської: Іван Петрушевич. Львів: часопис ЛНВ, Річник 2 том 5 від 1899;[8] Річник 2 том 6 від 1899.[9] 96 с. (Завантажити всі 4 уривки одним файлом з e-бібліотеки Chtyvo)[10]
- 2. Джером К. Джером. Троє в одному човні (нічого не кажучи про собаку). Переклад з англійської: Володимир Прокопчук. Київ: Державне видавництво художньої літератури, 1956. 176 с.
- 3. Джером К. Джером. Троє в одному човні (як не рахувати собаки). Оповідання. Переклад з англійської: Ростислав Доценко (під алонімом Юрій Лісняк)[2]. Київ: Дніпро, 1974. 311 с. (завантажити e-book з e-бібліотеки Chtyvo).
  - (передрук) Джером К. Джером. Троє в одному човні (як не рахувати собаки). Повість. Оповідання / Переклад з англійської: Ростислав Доценко (під алонімом Юрій Лісняк). Київ: Видавництво Соломії Павличко "Основи", 2003. - 372 с. - (Зарубіжна класика). - ISBN 978-966-500-059-4.
  - (передрук) Джером К. Джером. Троє в одному човні (як не рахувати собаки). Повість. Оповідання / Переклад з англійської: Ростислав Доценко (під алонімом Юрій Лісняк). - Київ: Школа, Національний книжковий проект, 2009. - 224 с. - ISBN 978-966-339-794-8 (серія "Моя улюблена книга"), ISBN 978-966-339-795-5 (серія "Світ неймовірних пригод")
  - (передрук) Джером К. Джером. Троє в одному човні (як не рахувати собаки): вибрані розділи. Переклад з англійської: Ростислав Доценко (під алонімом Юрій Лісняк). - Харків: Фоліо, 2009. - 222  с. - ISBN 978-966-03-4019-0 (Текст паралельно англійською та українською)
- 4 Джером К. Джером. Троє в одному човні. Троє на колесах (оповідання). Переклад з англійської: О. М. Кожушко; малюнки: М. Заремба, Ю. Корчмар; передмомва та коментарі: А. Клімова. Харків: Ранок / Веста, 2007. - 432 стор. - (Оксамитова колекція). ISBN 978-966-08-2122-4
- 5. Джером К. Джером. Троє в одному човні (якщо не рахувати собаки). Переклад з англійської: Олег Якушик; малюнки: Олена Чічік. Київ: «Країна Мрій», 2011. — 250 с. (серія "Улюблені книжки" (Всеволод Нестайко радить прочитати)) ISBN 978-617-538-083-3 (завантажити e-book з e-бібліотеки Chtyvo).
- 6. Джером К. Джером. Троє у човні (не кажучи про пса!). Переклад з англійської: Олекса Негребецький. Київ: Знання, 2014. 238 с. (English Library). ISBN 978-617-07-0177-0.